# Diocesi di Yoro
La diocesi di Yoro (in latino Dioecesis Yorensis) è una sede della Chiesa cattolica in Honduras suffraganea dell'arcidiocesi di San Pedro Sula. Nel 2023 contava 546.000 battezzati su 681.065 abitanti.

## Territorio
La diocesi comprende il dipartimento di Yoro nella parte settentrionale dell'Honduras, per un totale di 11 comuni: Arenal, El Negrito, El Progreso, Jocón, Morazán, Olanchito, Santa Rita, Sulaco, Victoria, Yorito e Yoro.
Sede vescovile è la città di El Progreso, dove si trova la cattedrale della Beata Vergine della Mercede (Nuestra Señora de Las Mercedes).
Il territorio si estende su una superficie di 7.781 km² ed è suddiviso in 13 parrocchie.

## Storia
La diocesi è stata eretta il 19 settembre 2005 con la bolla Ad efficacius di papa Benedetto XVI, ricavandone il territorio dall'arcidiocesi di Tegucigalpa, di cui originariamente era suffraganea.
Il 26 gennaio 2023 è entrata a far parte della provincia ecclesiastica di San Pedro Sula.

## Cronotassi dei vescovi
Si omettono i periodi di sede vacante non superiori ai 2 anni o non storicamente accertati.
- Jean-Louis Giasson, P.M.E. † (19 settembre 2005 - 21 gennaio 2014 dimesso)
- Héctor David García Osorio (3 luglio 2014 - 3 luglio 2025 nominato vescovo di Santa Rosa de Copán)

## Statistiche
La diocesi nel 2023 su una popolazione di 681.065 persone contava 546.000 battezzati, corrispondenti all'80,2% del totale.
| anno | popolazione | popolazione | popolazione | presbiteri | presbiteri | presbiteri | presbiteri                | diaconi | religiosi | religiosi | parrocchie |
| anno | battezzati  | totale      | %           | numero     | secolari   | regolari   | battezzati per presbitero | diaconi | uomini    | donne     | parrocchie |
| ---- | ----------- | ----------- | ----------- | ---------- | ---------- | ---------- | ------------------------- | ------- | --------- | --------- | ---------- |
| 2005 | 360.989     | 440.231     | 82,0        | 21         | 5          | 16         | 17.189                    |         |           |           | 9          |
| 2006 | 410.002     | 500.025     | 82,0        | 26         | 6          | 20         | 15.769                    |         | 20        | 35        | 10         |
| 2010 | 441.525     | 546.126     | 80,8        | 30         | 6          | 24         | 14.717                    |         | 24        | 38        | 11         |
| 2014 | 471.000     | 587.000     | 80,2        | 30         | 9          | 21         | 15.700                    |         | 21        | 24        | 13         |
| 2017 | 496.650     | 618.700     | 80,3        | 29         | 27         | 2          | 17.125                    |         | 3         | 21        | 13         |
| 2020 | 522.150     | 650.400     | 80,3        | 26         | 11         | 15         | 20.082                    |         | 15        | 21        | 13         |
| 2022 | 538.000     | 671.000     | 80,2        | 26         | 11         | 15         | 20.692                    |         | 18        | 19        | 15         |
| 2023 | 546.000     | 681.065     | 80,2        | 27         | 12         | 15         | 20.222                    |         | 15        | 23        | 13         |